# Kakhi Kakhiashvili
Kakhi Kakhiashvili (n. 13 iulie 1969, c̕xinvali, Republica Sovietică Socialistă Gruzină, URSS) este un halterofil din Georgia ce a reprezentat Echipa Unificată și Grecia, medaliat olimpic. A participat la 4 ediții ale Jocurilor Olimpice (1992, 1996, 2000, 2004) în care a câștigat trei medalii de aur.